# Moulin de Francherel
Le moulin de Francherel situé à Saint-Germain-lès-Arpajon appartenait à Pierre de Chastres qui le vendit en 1239 aux Hospitaliers de l'ordre de Saint-Jean de Jérusalem.
Le moulin fait partie des membres du prieuré hospitalier de Saint-Jean de Latran par l'intermédiaire de la commanderie du Déluge.
Le commandeur du Déluge le revendit contre une rente en 1348 à Thomas de Fraucherel, d'où son nom.

## Sources
- Eugène Mannier, Les commanderies du grand prieuré de France d'après les documents inédits conservés aux archives nationales à Paris, Paris, 1872 (lire en ligne)